# قادش (سوريا)
تل النبي مندو أو قادش هي مدينة أثرية سورية وإحدى أهم المواقع الأثرية في محافظة حمص في سوريا، وبها وقعت واحدة من أشهر معارك التاريخ في قادش القديمة التي تقع على بعد 30كم جنوب غربي مدينة حمص في (سوريا).

## الموقع
تقع على نهر العاصي إلى الجنوب الغربي من حمص بحوالي 24 كيلو مترا وهي عاصمة مملكة كنزا ويقع تل النبي مندو على بعد 5 كيلومترات إلى الغرب من مدينة القصير.

## التاريخ
تاريخ قادش ونفوذ علاقات قادش اتجهت نحو جنوب سورية وليس شمالها فأقامت علاقات تجارية مع المصريين إذ كانت من أهم العوامل التي دفعت المصريين للتفكير بالسيطرة عليها كونها تشكل حصنا دفاعيا في وسط سورية وهذا ما حصل إبان حكم تحوتمس الثالث في بداية القرن الخامس عشر قبل الميلاد تلتها فترة استعادت فيها قادش بقيادة الحثيين سيطرتها على نفسها حتى سنة حكم رعمسيس الثالث والذي عاود حصار المدينة وتلاقى الجيشان في صراع سجل اسم واحدة من أشهر المعارك في التاريخ والذي انتهى بمعاهدة صلح بين الطرفين إلا أن هذه المعركة كانت كافية لإضعاف قادش وزوال أهميتها شيئا فشيئا ثم عادت إليها الأهمية في العصر الهلنيستي والروماني وعاودت التراجع شيئا فشيئا حتى تحولت شهرتها إلى مجرد ذكر في كتب التاريخ حتى كان عام 1840 م عندما اقترح أحد المؤرخين أن يكون تل النبي مندو هو موقع مدينة قادش.

## معركة قادش

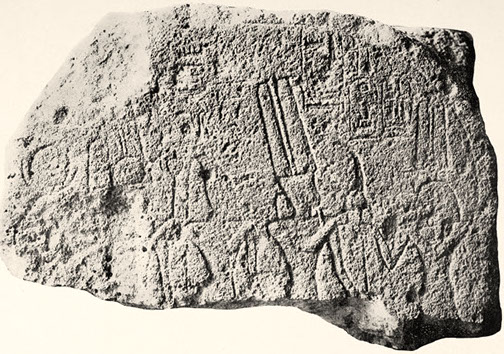
قطعة من لوحة تذكارية تعود إلى عهد سيتي الأول عثر عليها في منطقة قادش

جرت أحداث معركة قادش الشهيرة في التاريخ في موقع قادش وكان ذلك بين ملك الحيثين (مواثالش) وفرعون مصر القديمة رمسيس الثاني الذي استلم الحكم سنة 1290 ق.م وتقابل الجيشين في قادش بالقرب من حمص في سوريا وكان الجيش الحيثي بقيادة حاتسولي وجيش الفراعنة بقيادة رعمسيس الثاني، كانت إمبراطورية الحيثيين تشمل شمال سوريا وآسيا الصغرى ويوجد رسوم كثيرة عن قادش في الآثار المصرية في معبد الأقصر ومعبد الكرنك وفي مكان معركة قادش في تل النبي مندو في الآثار السورية، وقد انتهت المعركة بعقد صلح بين الحيثيين والفراعنة وتعد معاهدة قادش أقدم اتفاقية سلام مكتوبة عرفها التاريخ وتضمنت بنودا قانونية ودبلوماسية وعسكرية نظمت العلاقات بين الإمبراطوريتين.

## آثار الموقع

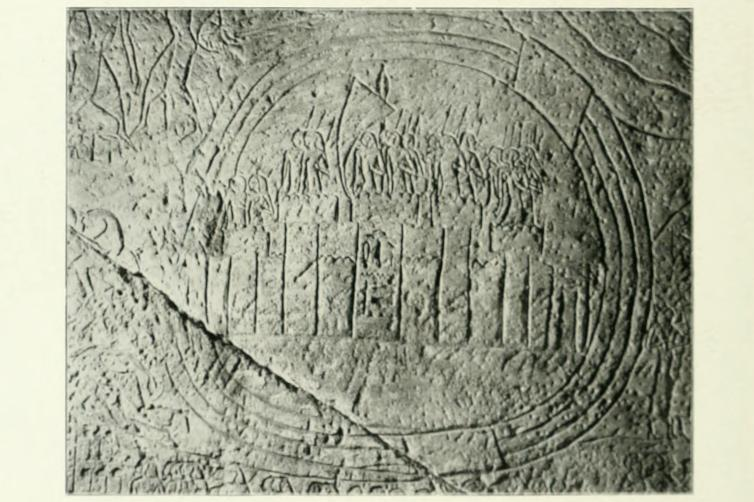
نقش مصري يعود تاريخه إلى عهد الملك رمسيس الثاني يصور مدينة قادش التي يحرسها الحثيون ويحيط بها نهر العاصي

تمت أعمال التنقيب وكان من نتائج الحفريات أن الموقع يضم سويات سكنية تعود إلى الألف الثاني قبل الميلاد وقد لاقت هذه الحفريات جدارين دفاعيين للمدينة أحدهما الجدار الهلنيستي والجدار العموري ومن أهم المكتشفات اللوحة التذكارية للفرعون سيتي الأول وهي مرتبطة بحملة هذا الفرعون على سورية حوالي عام 1317 ق.م. كما تم العثور على 71 قبرا استخرجت منها بعض الجرار الفخارية والنقود من العصر الروماني والقوارير والحناجير الزجاجية والأدوات البرونزية والحلي إضافة إلى تماثيل مرمرية وأوان زجاجية وكسر فخارية وتماثيل برونزية لآلهة سورية قديمة ترتدي أثوابها الطويلة، وعلى رأسها قلنسوات وتحمل صولجانات وأغلب هذه الكنوز الأثرية الموجودة في أجنحة متحف حمص.